# Estación de Ikebukuro
La estación de Ikebukuro (池袋駅 Ikebukuro-eki?) es una estación ferroviaria que está localizando en el distrito de Ikebukuro en el barrio de Toshima de la ciudad de Tokio, Japón. Este estación es operada por las compañías ferroviarias JR East, Seibu Railway, Ferrocarriles Tōbu, y Tokyo Metro. Con una patronato de 2,71 millones de pasajeros diarios en 2007, este estación fue la segunda estación más utilizada en el mundo.

## Líneas
- JR East
  - Línea Yamanote
  - Línea Saikyō
  - Línea Shōnan-Shinjuku
- Seibu Railway
  - Línea Ikebukuro
- Ferrocarriles Tōbu
  - Línea Tōbu Tōjo
- Metro de Tokio (Tokyo Metro)
  - Línea Marunouchi
  - Línea Yurakuchō
  - Línea Fukutoshin

## Plan de la estación
La estación de Ikebukuro tiene dos entradas principales (en el este y el oeste de la estación). Las líneas que operada por JR East pasan por el centro de la estación, y las plataformas por los servicios que operados por Tōbu y Seibu están localizando en el noroeste y el sureste de la estación, respectivamente. 
Las plataformas que sirven las líneas del metro de Tokio son subterráneas; esas plataformas están localizando cerca de la ciudad subterránea Echika.

### JR East

Plan de los vías y andenes de JR East

| Andén | Línea                   | Destino                             |
| ----- | ----------------------- | ----------------------------------- |
| 1     | ■ Línea Saikyō          | Shinjuku, Shibuya, Ōsaki, Shin-Kiba |
| 2     | ■ Línea Shōnan-Shinjuku | Shinjuku, Yokohama, Odawara, Zushi  |
| 3     | ■ Línea Shōnan-Shinjuku | Ōmiya, Utsunomiya, Takasaki         |
| 4     | ■ Línea Saikyō          | Akabane, Ōmiya, Kawagoe             |
| 5–6   | ■ Línea Yamanote        | Shinjuku, Shibuya, Shinagawa        |
| 7–8   | ■ Línea Yamanote        | Tabata, Ueno, Tokio                 |

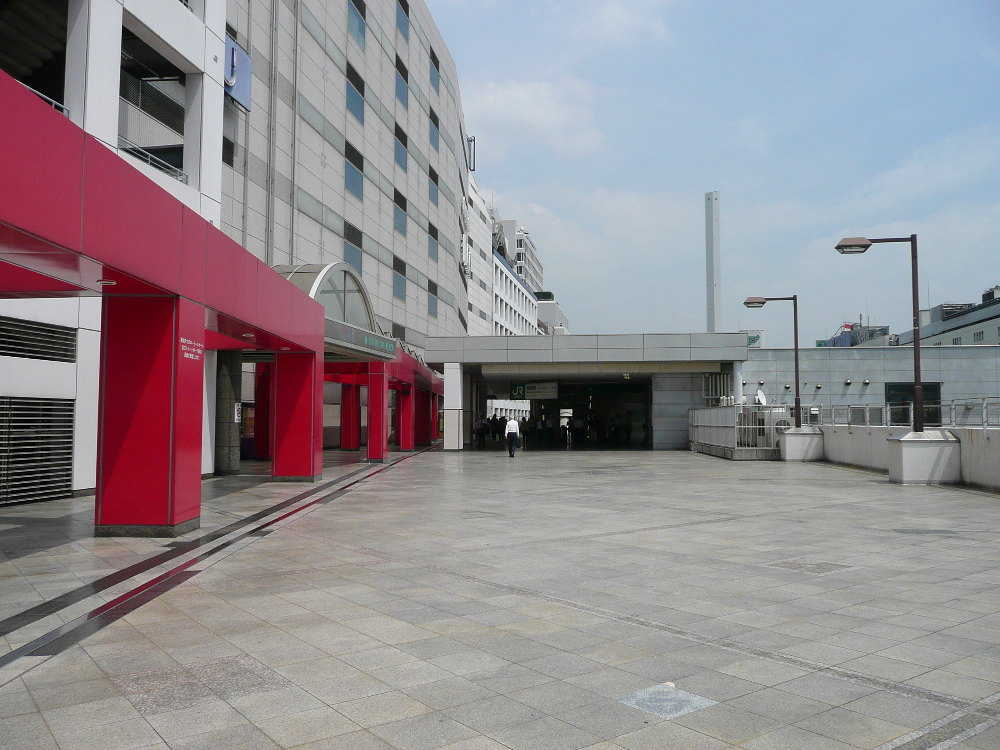
Entrada de la estación
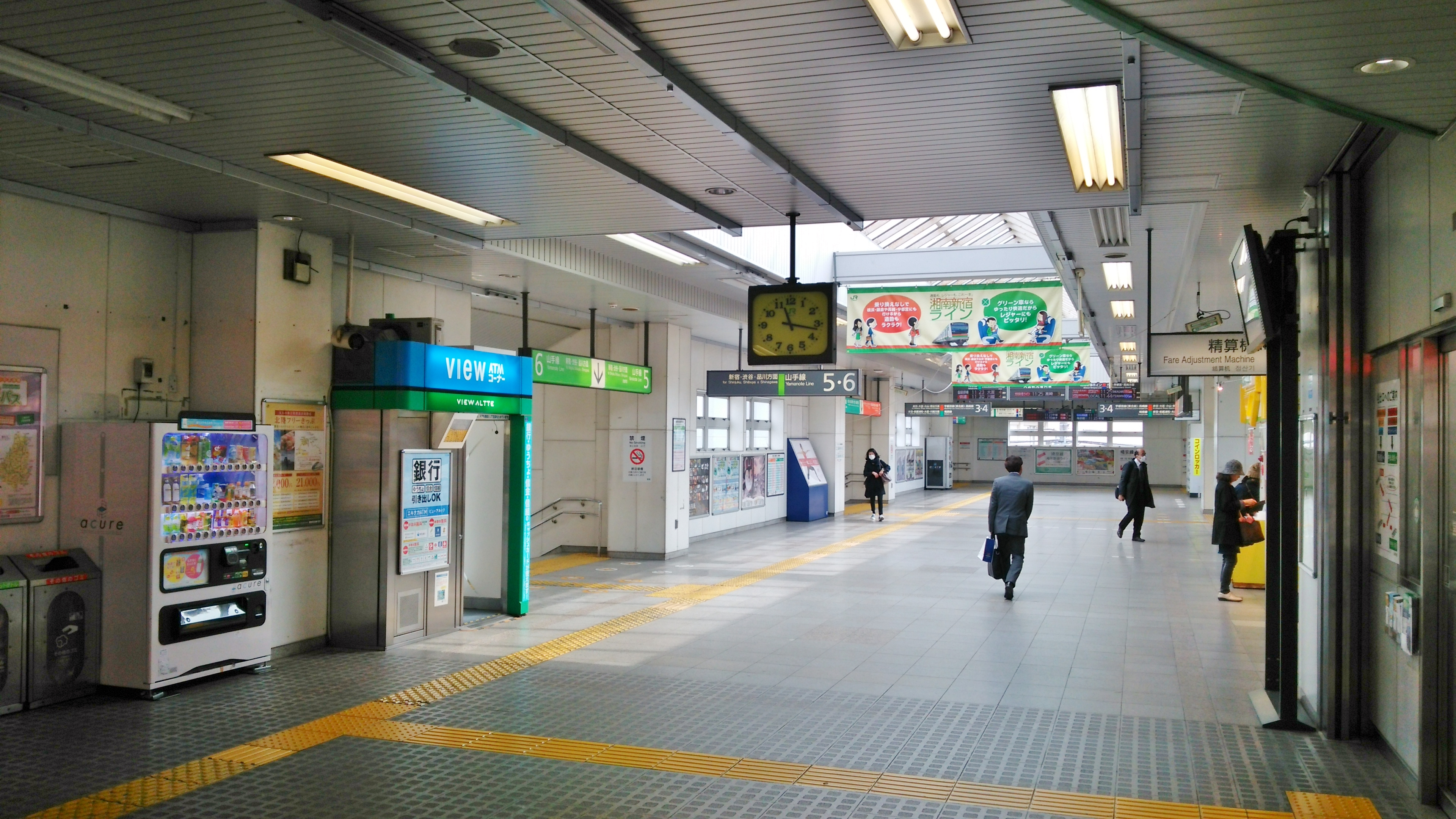
Explanada a las plataformas JR East
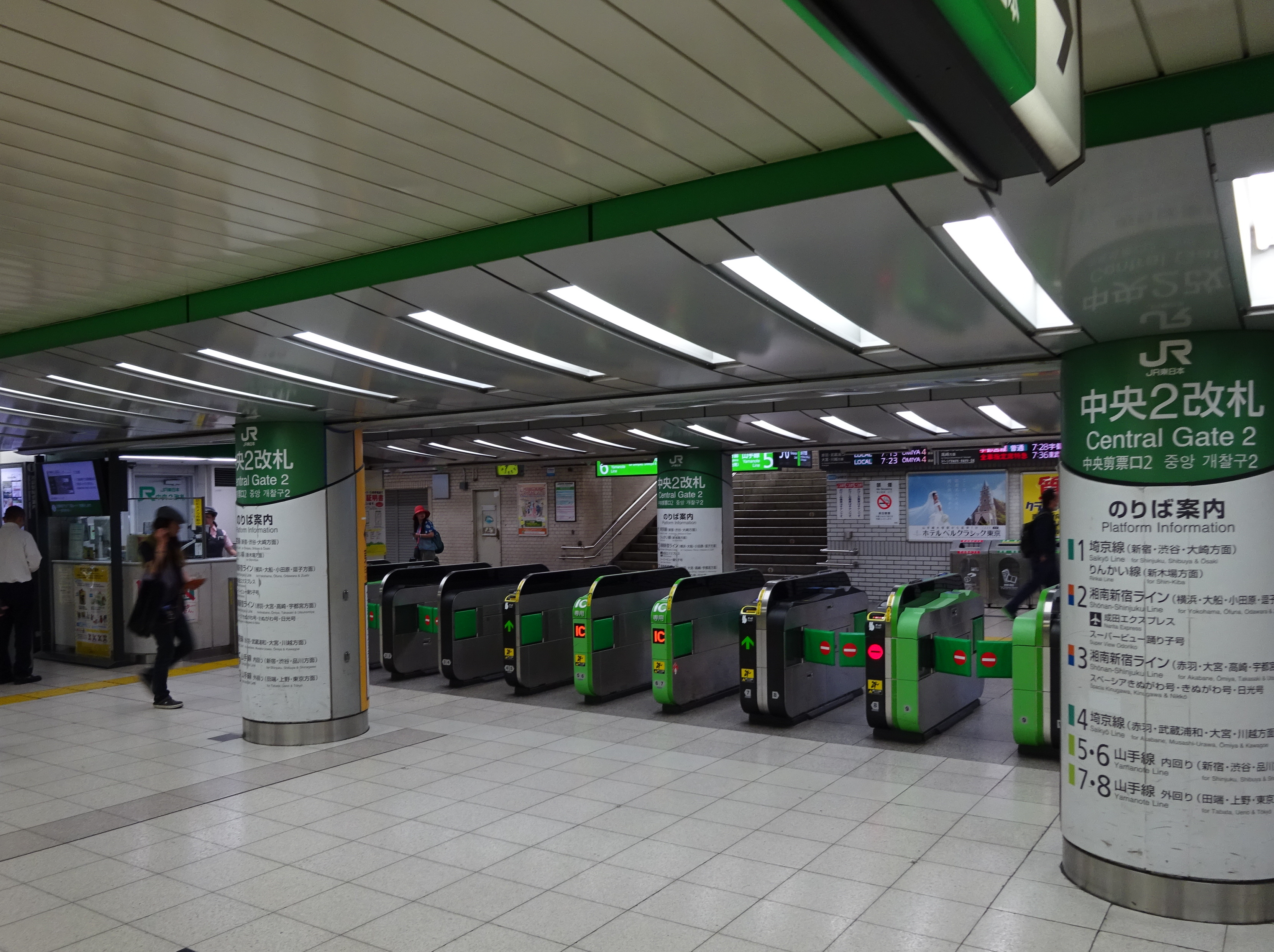
Puertas de tarifa
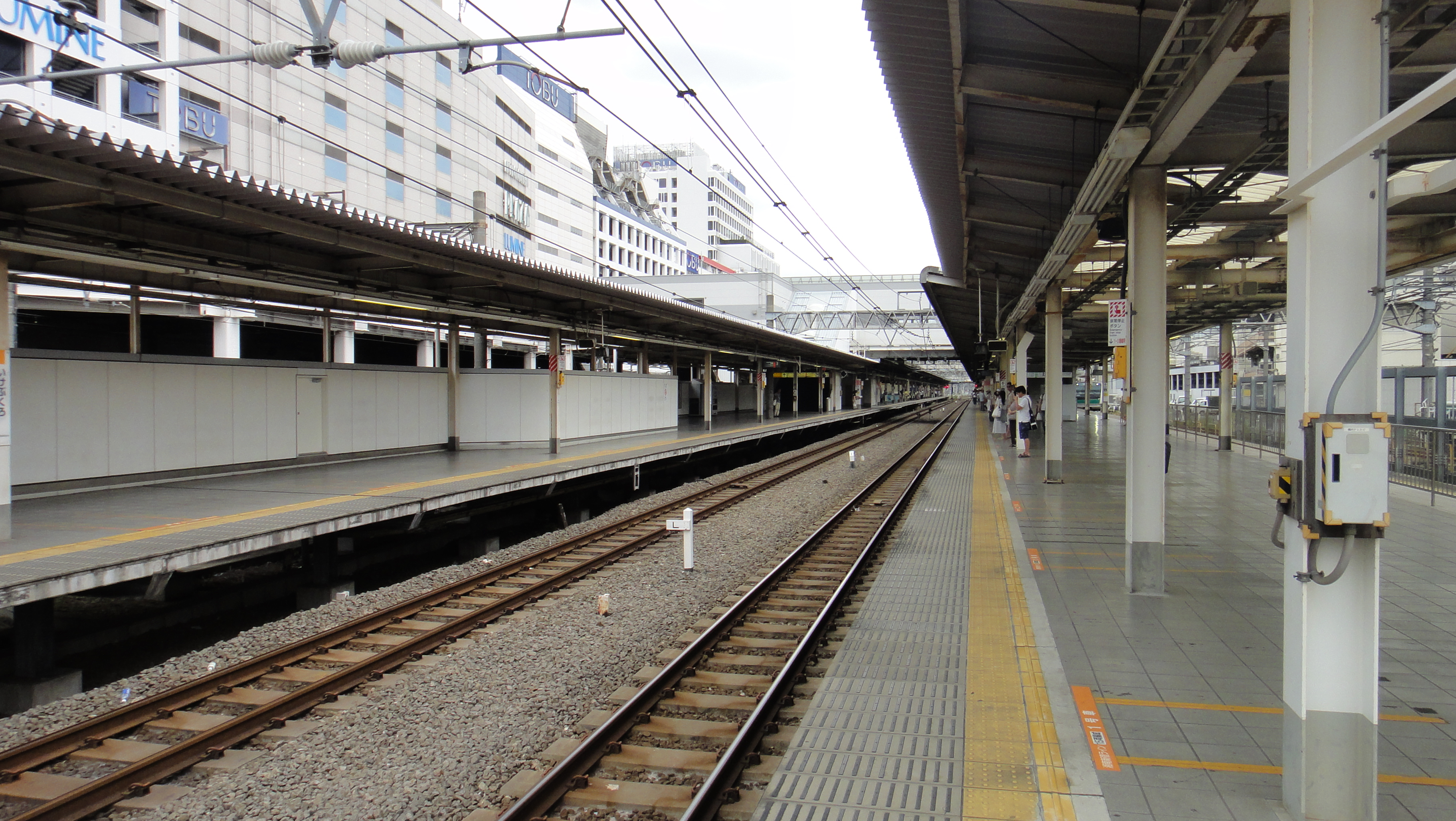
Las plataformas de las líneas Saikyō y Shōnan-Shinjuku
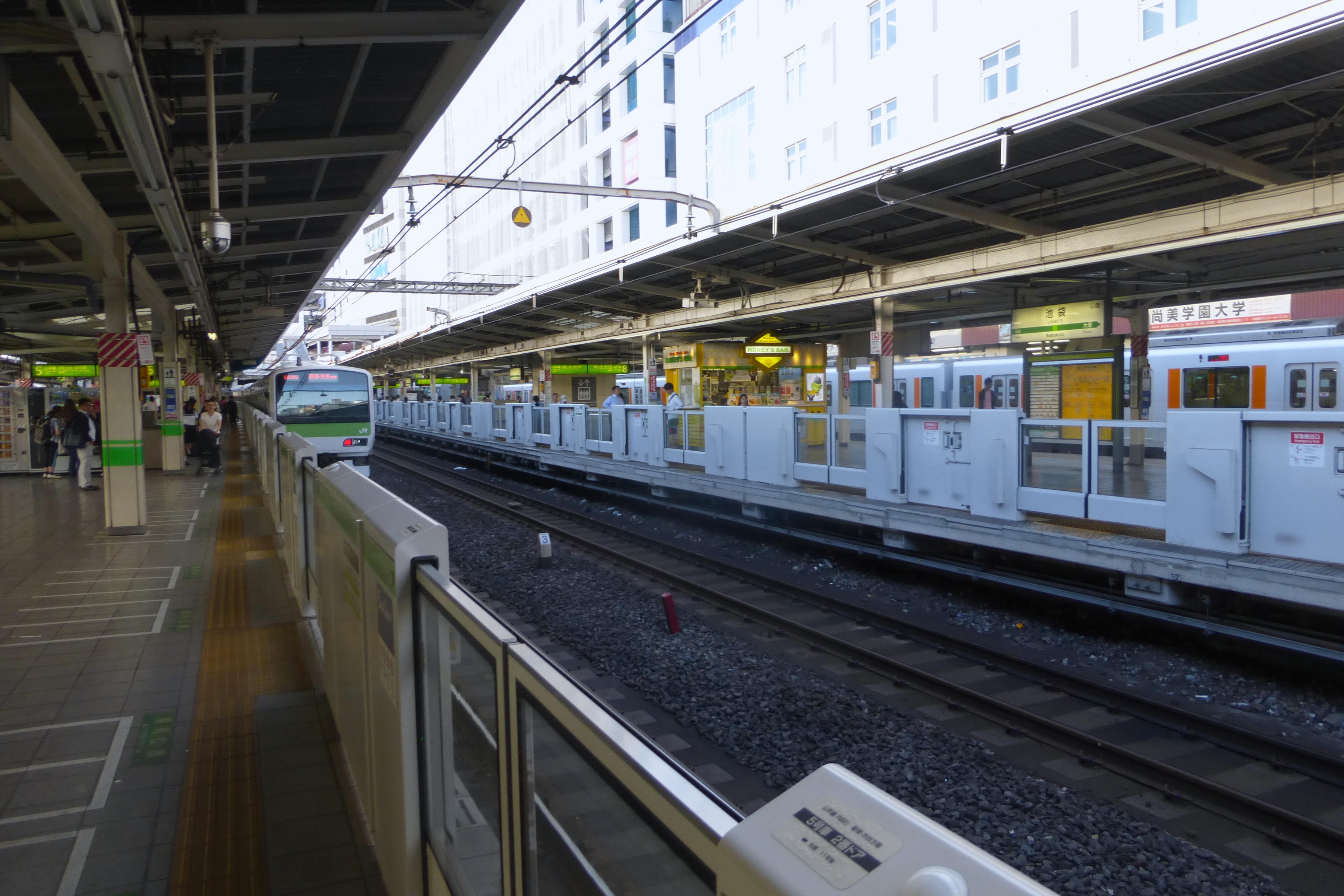
Plataformas de la Línea Yamanote

### Ferrocarriles Tōbu
| Andén | Línea             | Destino                                                                          |
| ----- | ----------------- | -------------------------------------------------------------------------------- |
| 1–5   | ■ Línea Tōbu Tōjō | Narimasu, Shiki, Kawagoe, Sakado, Ogawamachi Expreso limitado TJ Liner (andén 5) |

Plan de los vías y andenes de Tōbu

Los andenes 3 y 5 se utilizan para desembarcar pasajeros, pero el andén 5 se utiliza para embarcar pasajeros que salen de Ikebukuro en el servicio expreso limitado TJ Liner en la tarde y la noche. 

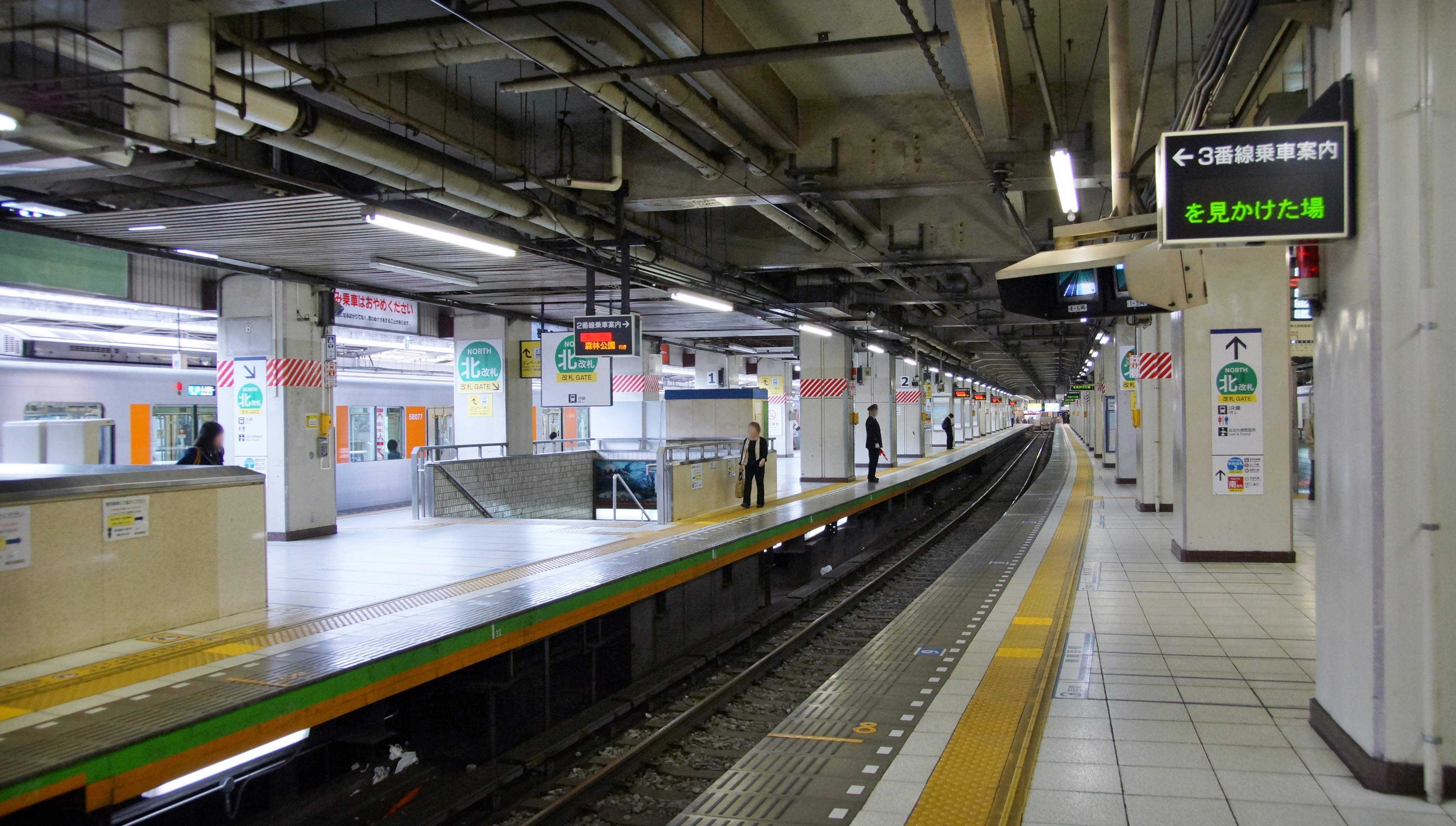
Andenes 1, 2, y 3
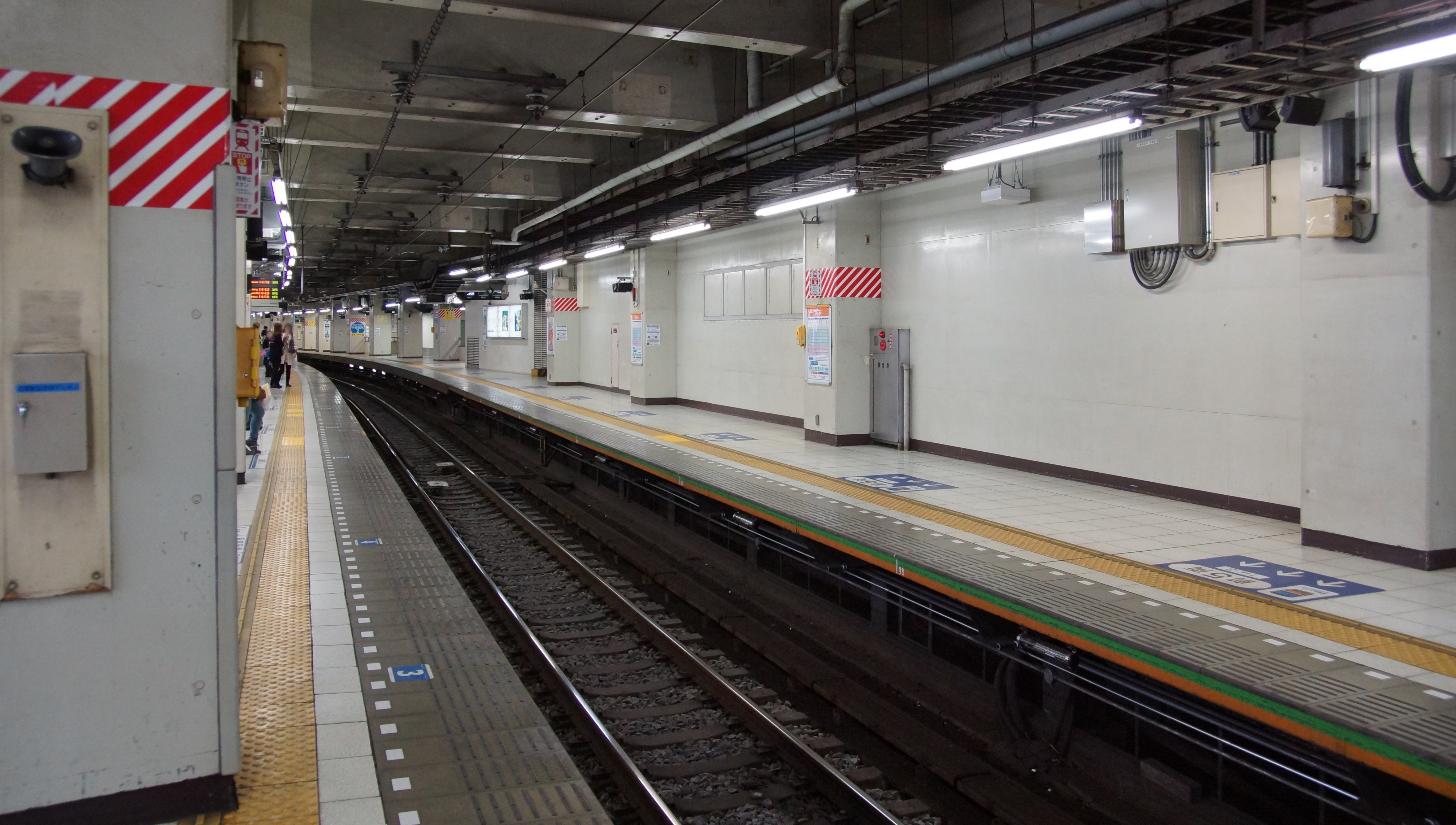
Andenes 4 y 5
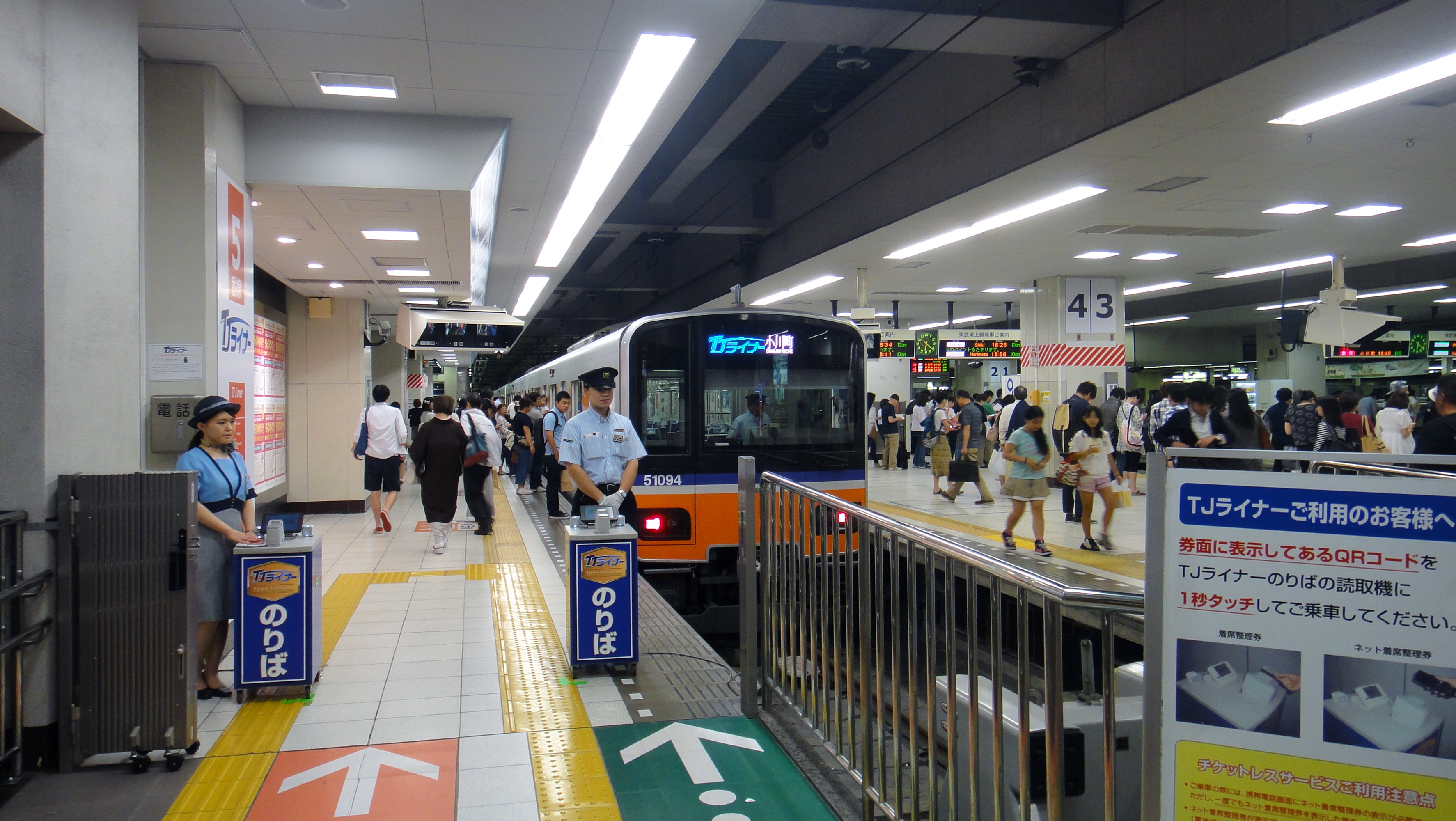
Un tren del servicio expreso limitado TJ Liner en el andén 5

### Seibu Railway
| Andén | Línea             | Destino                                                                                        |
| ----- | ----------------- | ---------------------------------------------------------------------------------------------- |
| 1–7   | ■ Línea Ikebukuro | Nerima, Tokorazawa, Hannō Línea Chichibu a Mitsumineguchi Expreso limitado Red Arrow (andén 7) |

Plan de los vías y andenes de Seibu

Los andenes 1, 4, y 6 se utilizan para desembarcar pasajeros.

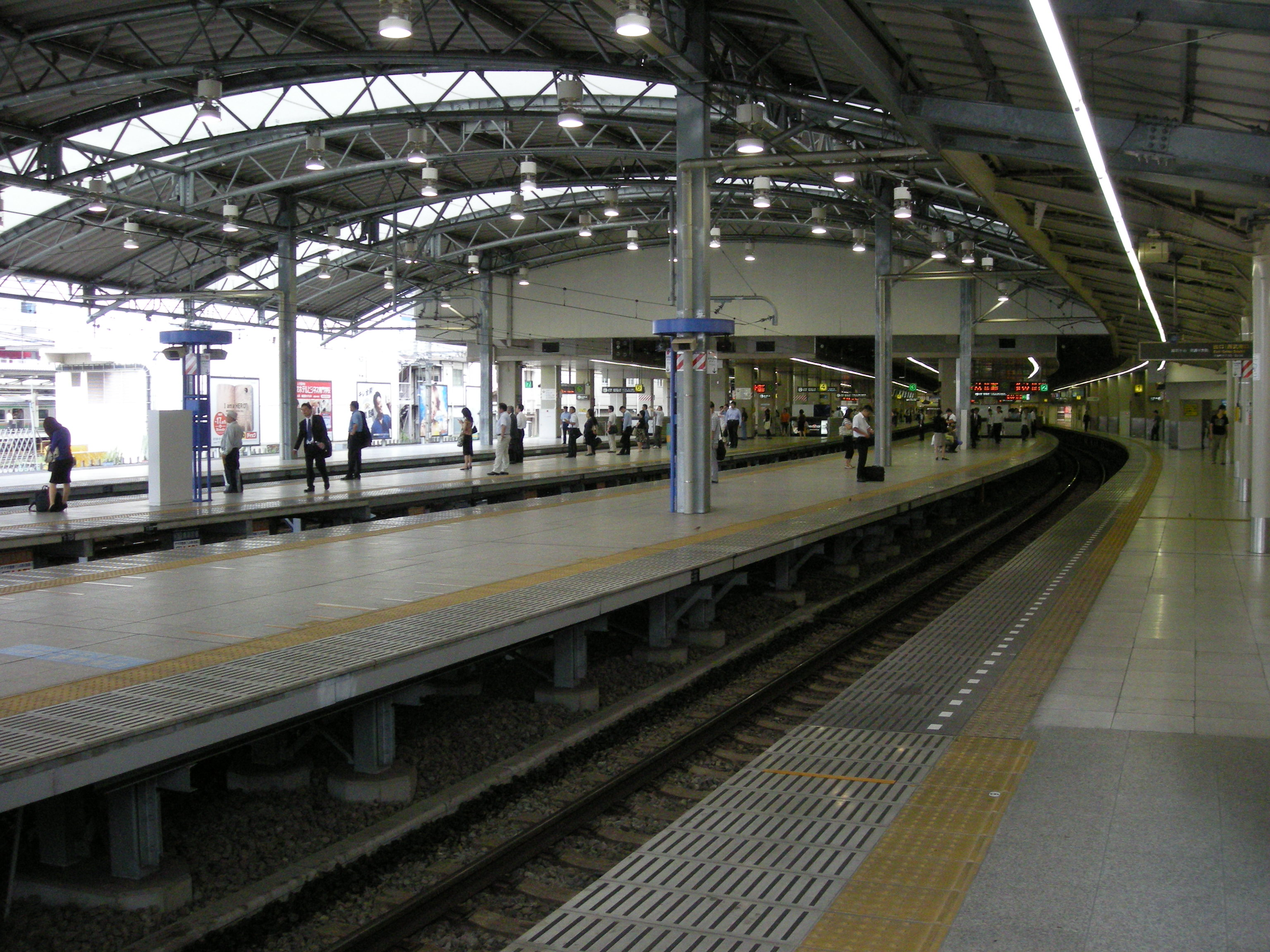
Andenes de la Línea Ikebukuro
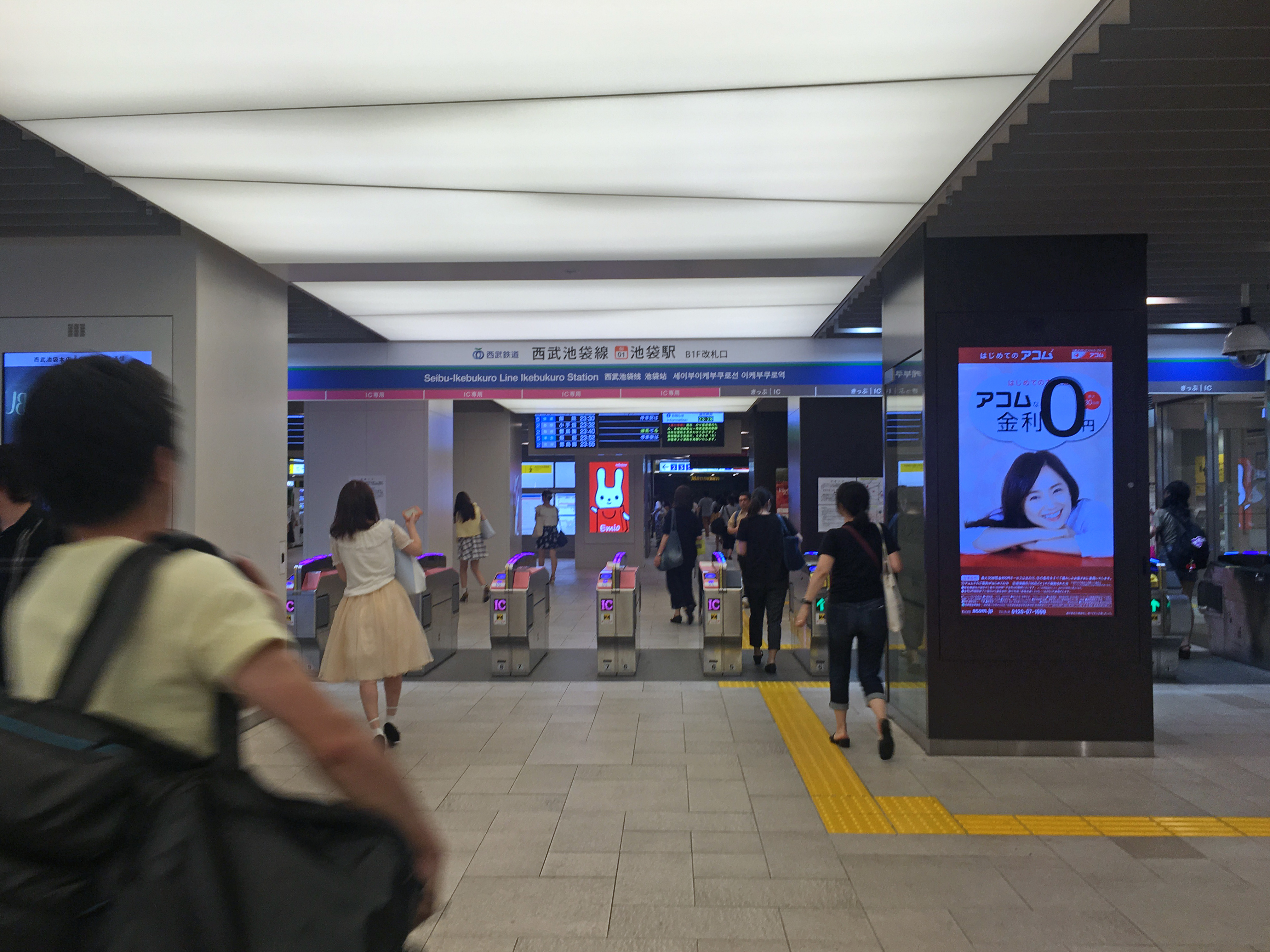
Entrada alterna a la estación

### Metro de Tokio

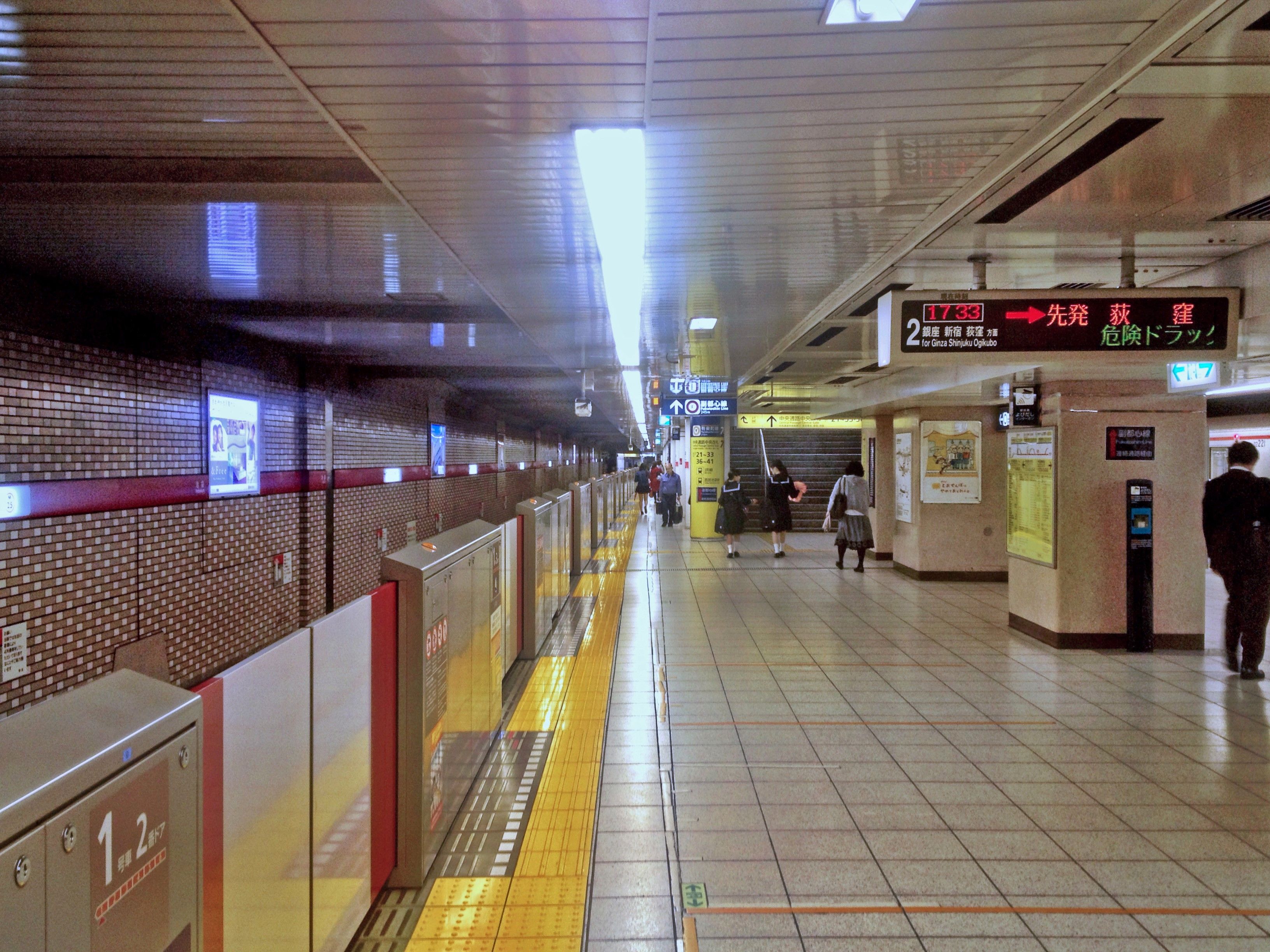
Andenes de la Línea Marunouchi

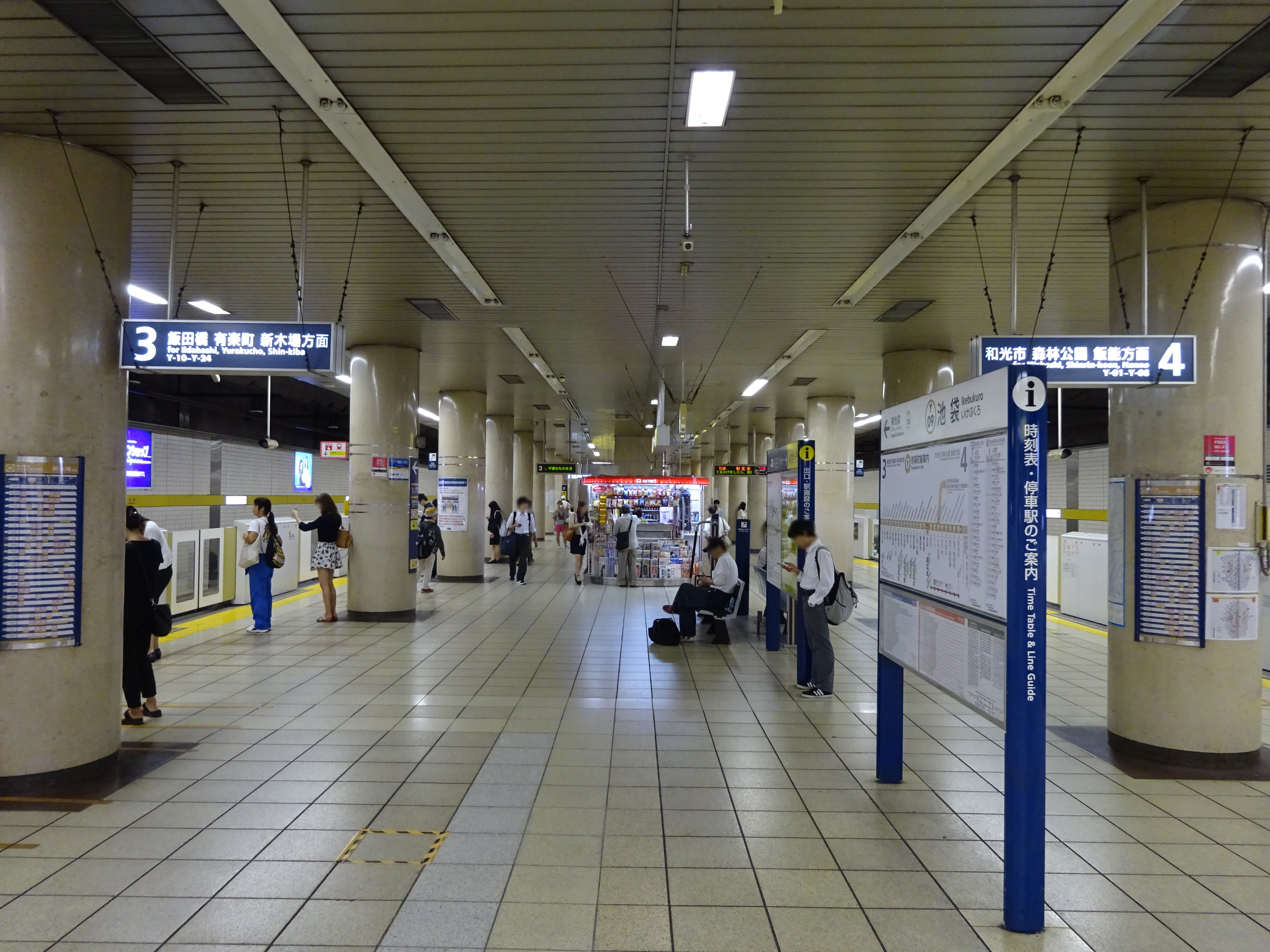
Andenes de la Línea Yūrakuchō

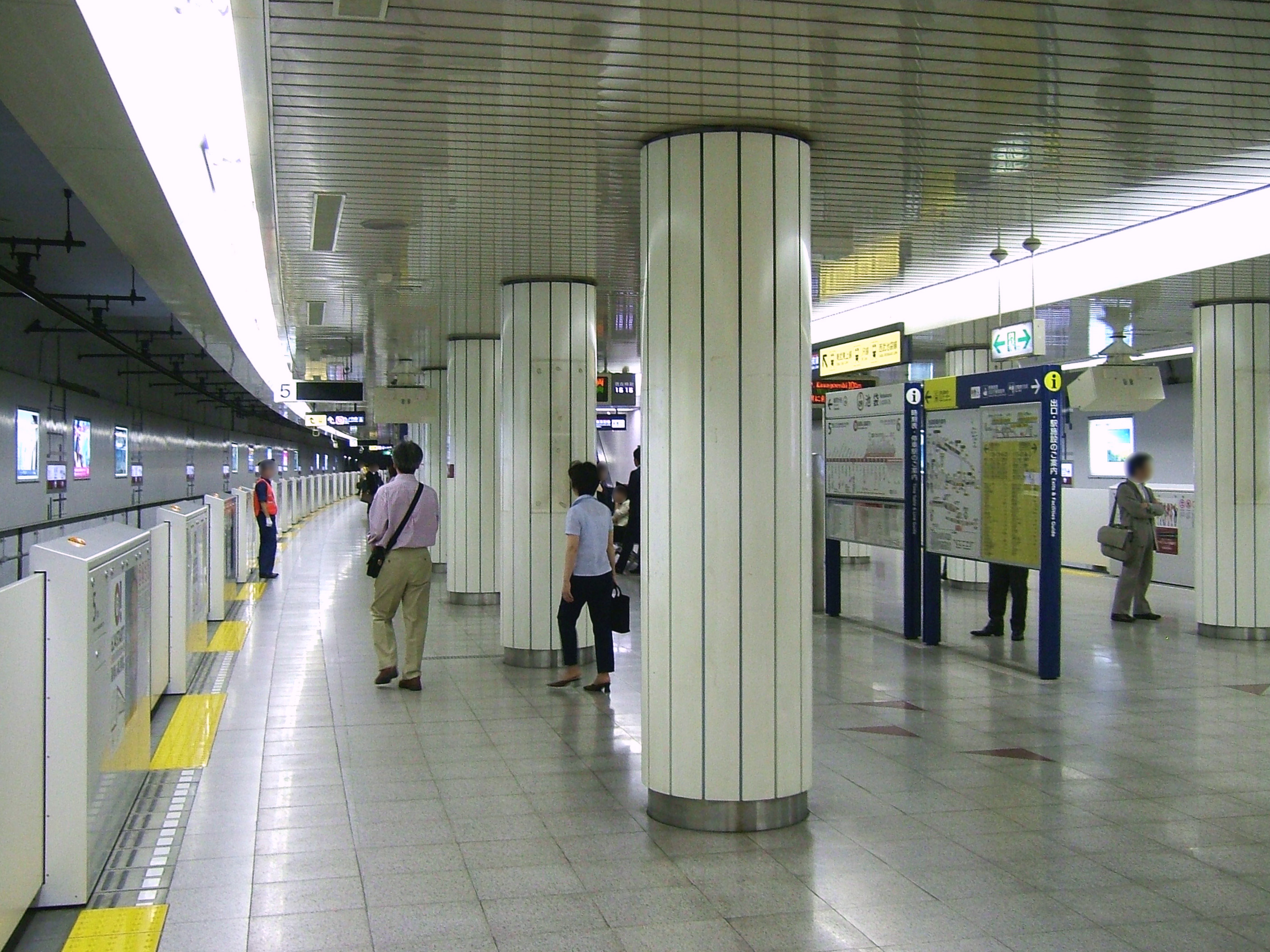
Andenes de la Línea Fukutoshin

| Andén | Línea              | Destino |
| ----- | ------------------ | --- |
| 1–2   | ■ Línea Marunouchi | Ōtemachi, Tokio, Ginza, Shinjuku, Ogikubo, Hōnanchō                                                             |
| 3     | ■ Línea Yūrakuchō  | Iidabashi, Nagatachō, Yūrakuchō, Shin-Kiba                                                                      |
| 4     | ■ Línea Yūrakuchō  | Kotake-Mukaihara, Wakōshi Línea Tōbu Tōjō a Shinrinkōen Línea Ikebukuro (Seibu) a Hannō                         |
| 5     | ■ Línea Fukutoshin | Shinjuku-Sanchōme, Meiji-Jingumae, Shibuya Línea Tōkyū Tōyoko a Yokohama Línea Minatomirai a Motomachi-Chūkagai |
| 6     | ■ Línea Fukutoshin | Kotake-Mukaihara, Wakōshi Línea Tōbu Tōjō a Shinrinkōen Línea Ikebukuro (Seibu) a Hannō                         |

## Historia
La estación de Ikebukuro fue inaugurada en el 1 de abril de 1903 por la compañía ferroviaria Japanese Government Railways. La estación del Ferrocarril de Tōjō fue inaugurada en el 1 de mayo de 1914 cuando ese línea fue inaugurado entre las estaciones de Ikebukuro y Tanomosawa; la estación terminal de este línea iba a estar ubicado a Shimo-Itabashi. En el 29 de mayo de 1962, la compañía Tōbū (el sucesor del Ferrocarril de Tōjō) abrió una tienda de departamentos cerca de la estación; durante el año 1992, este tienda fue expandida.
La estación que sirve el metro de Tokio fue inaugurada en el año 1954 cuando los andenes de la Línea Marunouchi abrió; los andenes de la Línea Yūrakuchō abrió cuando este línea fue inaugurado en el año 1974. Los andenes de la línea Shinsen Ikebukro abrió en el año 1994; ese línea se convirtió en parte de la Línea Fukutoshin en el 14 de junio de 2008. Los andenes de la Línea Yūrakuchō recibieron puertas de andén en enero de 2011.

## Pasajeros
| Operador           | Operador           | Número de pasajeros diarios | Año fiscal | Notas                                                                                       |
| ------------------ | ------------------ | --------------------------- | ---------- | ------------------------------------------------------------------------------------------- |
| JR East            | JR East            | 550.350                     | 2013       | Segunda estación más utilizada de la red de JR East; sólo embarque de pasajeros             |
| Ferrocarriles Tōbū | Ferrocarriles Tōbū | 472.132                     | 2014       | Estación más utilizada de la red de Tōbū                                                    |
| Seibu Railway      | Seibu Railway      | 484.446                     | 2013       | Estación más utilizada de la red de Seibu                                                   |
| Tokyo Metro        | Tokyo Metro        | 523.834                     | 2013       | Estación más utilizada en el metro de Tokio (sin estaciones que tiene servicios recíprocos) |